# Kazimierz Chłędowski
Kazimierz Chłędowski (ur. 23 lutego 1843 w Lubatówce, zm. 20 marca 1920 w Wiedniu) – polski pisarz, pamiętnikarz, badacz kultury, satyryk, historyk kultury, gawędziarz, popularyzator kultury włoskiej, urzędnik monarchii austro-węgierskiej.

## Życiorys
Pierwsze nauki pobierał w domu rodzinnym. Następnie uczęszczał do szkoły w Sanoku. Jego nauczycielem, jak i Michała Bobrzyńskiego, był Piotr Burzyński. Później uczył się w gimnazjach w Tarnowie i Nowym Sączu oraz w Gimnazjum Św. Anny w Krakowie, gdzie uzyskał maturę. Studiował prawo na uniwersytecie w Pradze i na Uniwersytecie Jagiellońskim (1862-1867). W 1867 obronił doktorat praw na UJ po przedstawieniu pracy Zdania ze wszystkich umiejętności prawniczych i politycznych. Przygotował również rozprawę habilitacyjną O kredycie rolniczym i jego instytucjach na UJ, ale nie zgłosił się do wykładu habilitacyjnego i nie uzyskał stopnia docenta. Wypowiadał się także przeciwko powstaniu styczniowemu.
Pracował w instytucjach rządowych we Lwowie, od 1867 urzędnik Krajowej Rady Szkolnej, potem Namiestnictwa Galicyjskiego gdzie był m.in. komisarz powiatowym  okręgach lwowskim i złoczowskim). Członek i działacz Galicyjskiego Towarzystwa Gospodarskiego, członek jego Komitetu (28 czerwca 1870 – 24 czerwca 1874). Jego protektorem i mentorem był w tym czasie Florian Ziemiałkowski. Od 1881 pracował jako urzędnik w Wiedniu – rzeczywisty tajny radca Biura Ministerstwa Spraw Wewnętrznych (1881-1882), Powołany do ministerstwa dla spraw Galicji w Wiedniu, pełnił tam funkcję sekretarza, następnie szefa biura tajnego radcy (1882-1899), a od 1899 ministra dla Galicji (17 października 1899 – 18 stycznia 1900) w gabinecie Clary’ego i Witteka.
Był także właścicielem dóbr Wietrzno koło Krosna. Podczas I wojny światowej na początku 1915 w Wiedniu wszedł w skład Komitetu Polskiego Archiwum Wojennego. Pochowany na Cmentarzu Centralnym w Wiedniu (Nowe Arkady – skrzydło lewe, nr katakumby 31).

## Twórczość
Od połowy lat 60. publikował artykuły popierające idee pozytywistyczne (w „Dzienniku Literackim”).
Był autorem powieści obyczajowych (Skrupuły, 1877; Ella, 1877), powieści kryminalnej (Po nitce do kłębka, 1872), utworów satyrycznych (Album fotograficzne, 1870–1872, 2 części, portrety polityków galicyjskich; Zwierciadło głupstwa, 1877, powieść).
Wysoko cenione są jego pamiętniki z lat 1843–1901 (wydane w 2 tomach w 1951, drugie uzupełnione wydanie w 1957), a także prace z historii kultury. Przekazał w nich efekt swoich wieloletnich badań muzealnych i archiwalnych we Włoszech, opisując problemy religijne, polityczne, kulturalne, literackie i naukowe Italii od XV do XVIII wieku. Niektóre z publikacji:
- Królowa Bona (1876)
- Dwa pokolenia (1879)[6].
- Siena (1904)
- Dwór w Ferrarze (1907)
- Rzym, ludzie Odrodzenia (1909)
- Rzym, ludzie baroku (1912)
- Rokoko we Włoszech (1914)
- Historie neapolitańskie (1917)
- Ostatni Walezjusze (1920)
- Dwutomowe pamiętniki: Galicja (I), Wiedeń (II)
- Z przeszłości naszej i obcej (1935)

Współpracował z wieloma pismami, m.in. „Biblioteką Warszawską”, „Gazetą Lwowską”, „Gazetą Polską”, „Gazetą Warszawską”, „Słowem”, „Tygodnikiem Ilustrowanym”.
Był przeciwnikiem poezji romantycznej. Do grona jego przyjaciół należeli m.in. kompozytor Władysław Żeleński, poeta Adam Asnyk, malarz Artur Grottger, aktorka Helena Modrzejewska. Żona Chłędowskiego, Stefania z Tabęckich (1850-1884) była literatką, nowelistką i eseistką. W 1907 został członkiem korespondentem Akademii Umiejętności.

## Życie prywatne
Pochodził z rodziny ziemiańskiej. Był synem Ottona Chłędowskiego (dzierżawcy i administratora dóbr Poźniaków i Brunickich w Nowotańcu, Męcińskich w Dukli i Załuskich w Iwoniczu) i Michaliny z Niesiołowskich, bratankiem Adama Tomasza (1790-1855) – bibliografa, dziennikarza, wydawcy – oraz Walentego – krytyka literackiego i wydawcy. Jego ciotką była Maria Pomezańska z Chłędowskich (1806-1862) – malarka, pisarka, pamiętnikarka, gawędziarka. W roku 1846 podczas rabacji jego ojciec został zabrany z Nowotańca przez milicję chłopską i oddany do sanockiego cyrkułu. Matka z synem dzięki uprzejmości sąsiadów uniknęła losu ojca. Chorował na tzw. katar kiszek, z którego wyleczył go dr Jan Wain. Jego żoną była Stefania Chłędowska. 

## Odznaczenia
- Krzyż Komandorski Orderu Franciszka Józefa (1899, Austria)[10]
- Krzyż Kawalerski Orderu Leopolda (1893, Austria)[11]

## Literatura dodatkowa
- Andrzej Kosiek: Rodzinne Wietrzno i podkrośnieńskie okolice w „Pamiętnikach” Kazimierza Chłędowskiego. W: Franciszek Leśniak (red.): Krosno. Studia z dziejów miasta i regionu. T. VI. Krosno: Stowarzyszenie Miłośników Ziemi Krośnieńskiej / Ruthenus, 2012, s. 79-110. ISBN 978-83-910572-3-0.
- Marta Gołąbek: Kazimierz Chłędowski i jego pisarstwo o sztuce: Muzeum Pałacu Króla Jana III w Wilanowie, 2019. ISBN 978-83-66104-18-1